# Richard Welch
Richard Skeffington Welch (14. december 1929 - 23. december 1975) var CIAs stationschef i Grækenlands hovedstad Athen og blev dræbt af græsk-marxistiske terrororganisation 17. november. Han havde kun været stationeret i den græske hovedstad i nogle få måneder, da han blev dræbt udenfor sit hjem. Drabet førte til, at der blev vedtaget en lov i USA, som gjorde det ulovlig at røbe identiteten på amerikanske agenter.
I 2003 blev 15 personer dømt for drabet på Welch.
Efter præsident Gerald Fords ordre blev Welch gravlagt på Arlington nationale gravsted.